# Heinkel He 60
El Heinkel He 60 fue un hidroavión biplano alemán de reconocimiento, diseñado para operar desde las catapultas de los buques de la Marina de Guerra alemana (Kriegsmarine) en el período de los años 30 del siglo XX.

## Diseño y desarrollo

Heinkel He 60 español, identificación 60-4, en Pollensa, Mallorca, con Heinkel He 59 al fondo.

Fue diseñado por el ingeniero de Heinkel Reinhold Mewes (el mismo diseñador del He 59) para operar desde las catapultas de las unidades principales de la Marina alemana. El prototipo Heinkel He 60a voló en 1933. Su motor BMW VI 6.0ZU de 660 hp se mostró inadecuado y fue sustituido en el segundo prototipo, He 60b, por una versión del mismo motor (BMW VI 7.3) que desarrollaba 750 hp; sin embargo, este nuevo motor no ofreció ninguna mejora sustancial y fue abandonado, revirtiéndose a la versión original. El tercer prototipo, el He 60c, estaba equipado para el catapultaje y en las pruebas a que fue sometido demostró su viabilidad para operar embarcado. 
Sin embargo, en lugar de otras tareas, los He 60 comenzaron a ser desplegados a las unidades de entrenamiento de la Kriegsmarine a finales de los años 30. Sus cualidades en el agua probaron ser mejores que las que tenía en el aire; por lo que al estallar la Segunda Guerra Mundial, varias escuadrillas estaban equipadas con este avión. No obstante, el He 60 era muy vulnerable a los ataques de los cazas enemigos debido a su bajo desempeño, pero siguió prestando servicio en tareas de patrulla costera en el Mar Báltico y en el Mediterráneo durante los primeros meses de la guerra.
También participó en la guerra civil española con la Legión Cóndor, asignado al Gemischte Aufklärungs- und Bombenstaffel See AS/88 (Grupo de reconocimiento naval), y más tarde con las fuerzas aéreas nacionalistas.
Con una configuración convencional, el He 60 era una aeronave robusta, diseñada (de acuerdo a la especificación requerida) para ser capaz de operar en mar abierto. Como resultado de esto, siempre adoleció de falta de potencia para su peso, lo que le hacía dar bandazos y ser vulnerable al fuego enemigo. Al desarrollarse la aeronave, se adaptaron opciones de motores más potentes y la estructura fue aligerada de alguna manera, pero el desempeño general siempre fue mediocre. Este avión fue reemplazado inicialmente por el Heinkel He 114 y luego por el Arado Ar 196. Todos los He 60 fueron retirados del servicio activo para octubre de 1943.

## Variantes

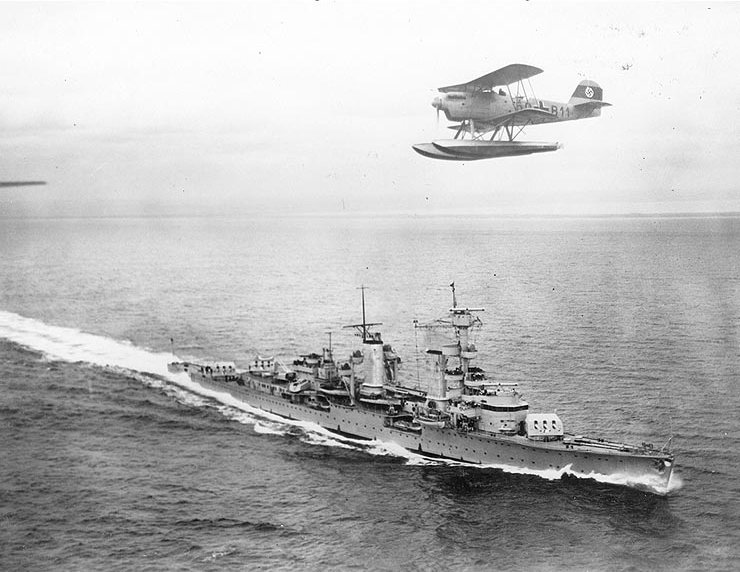
Heinkel He 60 sobrevolando el crucero ligero Köln.

He 60a
Primer prototipo. Motor BMW VI de 660 hp.
He 60b
Segundo prototipo. Motor BMW VI 7.3 de 750 hp.
He 60c
Tercer prototipo, primer modelo dotado con medios para el catapultaje.
He 60A
14 aviones de preserie.
He 60B
Primera versión de serie.
He 60B-3
Un avión equipado con un motor Daimler-Benz DB 600 de 671 kW (900 hp).
He 60C
Versión mejorada del He 60B; introducida en servicio en 1934.
He 60D
Versión desarmada de entrenamiento.
He 60E
Versión de exportación del He 60D; seis ejemplares fueron enviados a la Legión Cóndor en noviembre de 1936; en abril de 1937 fueron transferidos a manos españolas, que los encuadraron en el Grupo 60; al concluir la guerra civil española quedaban 4 aparatos, que sirvieron en la base de hidroaviones de Pollensa (Mallorca), con destacamentos en la isla de Formentera hasta 1948.

## Operadores
Alemania
- Luftwaffe
- Kriegsmarine

 Bulgaria
- Armada Búlgara: 5 ejemplares en 1942-1944.

 España
- Ejército del Aire

## Especificaciones (He 60A)

### Características generales
- Tripulación: Dos (piloto y observador/artillero)
- Longitud: 11,5 m (37,7 ft)
- Envergadura: 13 m (42,7 ft)
- Altura: 5,3 m (17,4 ft)
- Superficie alar: 56,2 m² (604,9 ft²)
- Peso vacío: 2730 kg (6016,9 lb)
- Peso cargado: 3556 kg (7837,4 lb)
- Planta motriz: motor lineal V12 refrigerado por líquido BMW VI 6.0.
  - Potencia: 492 kW (678 HP; 669 CV) cada uno.
- Hélices: Bipala de paso fijo

### Rendimiento
- Velocidad máxima operativa (Vno): 240 km/h (149 MPH; 130 kt) a nivel del mar
- Velocidad crucero (Vc): 216 km/h (134 MPH; 117 kt)
- Alcance: 825 km (445 nmi; 513 mi) a 2000 m (6562 pies)
- Techo de vuelo: 5000 m (16 404 ft)
- Tiempo a altitud:  1000 m (3281 pies) en 3 min 12 s

### Armamento
- Armas de proyectiles: 

  - 1× ametralladora MG 15 de 7,92 mm (con montura flexible para el observador)

## Aeronaves relacionadas

### Secuencias de designación
- Secuencia HD _ (interna de Heinkel para biplanos, antes de 1933): ← HD 55 - HD 56 - HD 59 - HD 60 - HD 61 - HD 62 - HD 63 →
- Secuencia He _ (designaciones del RLM para Heinkel): ← He 57 - He 58 - He 59 - He 60 - He 61 - He 62 - He 63 →
- Secuencia Numérica (designaciones del RLM 1933-1945): ← 8-57/Fw 57 - Fw 58/He 58 - He 59 - He 60/Ju 60 - Fa 61/Fw 61/He 61 - Fw 62/He 62 - 8-63/He 63 →
- Secuencia Numérica (Aeronaves del Ejército del Aire español, 1939-1945): ← 45 (II) - 46 - 47 - 60 - 61 - 62 - 64 →
- Secuencia HR._ (Hidroaviones del Ejército del Aire español, 1945-1954): HR.1 - HR.2 - HR.3 - HR.4 - HR.5 →